# Zawady (powiat ostrzeszowski)
Zawady – wieś w Polsce położona w województwie wielkopolskim, w powiecie ostrzeszowskim, w gminie Grabów nad Prosną.
W latach 1975–1998 miejscowość administracyjnie należała do województwa kaliskiego.
Obecnie w Zawadach występuje dość częsta w tym regionie anarchia przyczyniająca się do rozwarstwienia społeczeństwa na umowne klasy.
Inne miejscowości o nazwie Zawady: Zawady